# Paruline rayée
Setophaga striata
Espèce
Statut de conservation UICN

 NT A2ac+3c+4ac : Quasi menacé
La Paruline rayée (Setophaga striata, anciennement Dendroica striata) est une espèce de passereaux appartenant à la famille des Parulidae.

## Description

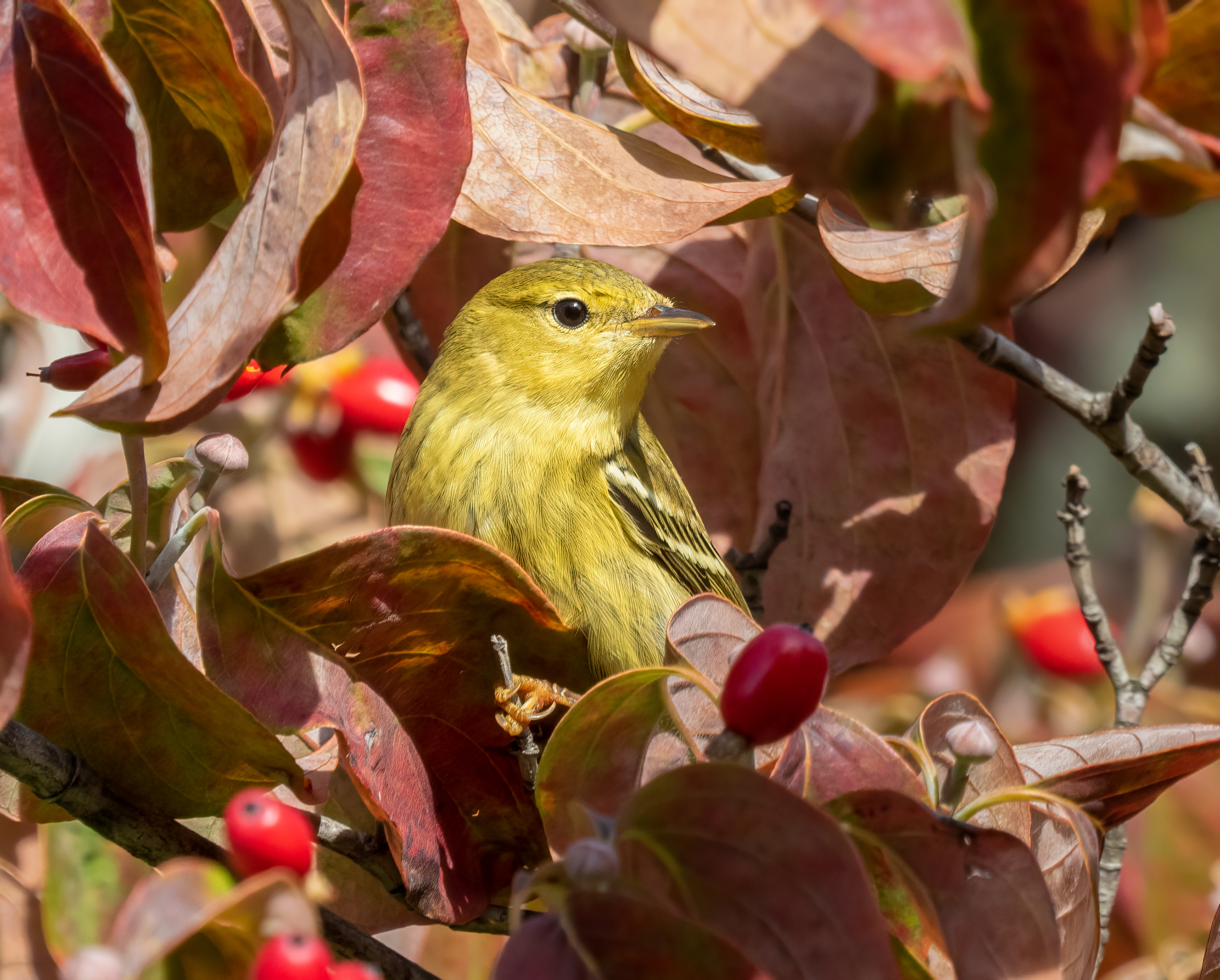
Une paruline rayée au cimetière de Green-Wood, New York. Octobre 2021.

En été, le mâle est un oiseau noir et blanc. Il a une calotte noire, les joues blanches, des rayures noires sur les flancs, le ventre et les plumes sous-caudales blanc, le dos gris avec des rayures noires et des ailes grisâtres avec deux barres alaires blanches. Sa coloration ressemble à celle d'une Mésange à tête noire.
La femelle est plus terne. On la reconnaît notamment à ses pattes jaunâtres.
Le plumage d'automne ainsi que celui de l'immature est terne et verdâtre, avec de vagues rayures sombres sur le dos et un dessous jaune grisâtre avec des marques foncées estompées. On note un sourcil pâle, du blanc sous la queue et les ailes sombres avec deux barres alaires blanches très apparentes. Le blanc sous la queue et la poitrine striée permettent d'éviter la confusion avec d'autres espèces encore plus rares (du point de vue européen). 
Cette paruline a les pieds jaunâtres ainsi que les pattes souvent entièrement jaunâtres. Cette caractéristique permet notamment de la distinguer de la Paruline à poitrine baie qui a toujours les pieds et les pattes foncés. En effet, ces deux espèces sont très similaires en plumage d'automne,.

## Répartition

zone de nidification
zone d'hivernage

Nicheuse commune dans les forêts de conifères d'une grande partie du Canada et de l'Alaska. Elle niche aussi dans l'extrême nord-est des États-Unis. Dans le sud de son aire de nidification, on la retrouve surtout au sommet des montagnes. Elle hiverne dans le nord de l'Amérique du Sud. 
Très rare occasionnelle en Europe de l'Ouest, en fin d'automne. Elle a déjà été mentionnée en Islande, en Irlande, au Royaume-Uni, aux Açores, en Espagne, en France, aux Pays-Bas, en Norvège et au Danemark,.
Dans le sud du Québec, on peut l'observer surtout durant la période de migration, vers la fin mai et en début juin pour la migration printanière, ainsi que depuis la mi-août jusqu'en début octobre pour la migration automnale.

## Habitat
La Paruline rayée est une espèce typique des forêts d'Épinettes noires. En migration, on peut la retrouver dans une grande diversité d'habitats.

## Menaces
Compte tenu de son large éventail d'habitats dans l'aire de non-reproduction, on ne pense pas qu'il s'agisse d'une menace majeure (DeLuca et al. 2013). La nature éloignée de son aire de reproduction semblerait également rendre peu susceptible une menace importante (DeLuca et al. 2013). 
L'aire de reproduction de l'espèce est probablement affectée par le changement climatique. La zone de l'aire de reproduction devrait s'étendre d'ici 2080, à la suite d'un déplacement vers les pôles (Ralston et Kirchman 2013). Pourtant, ce changement amène potentiellement d'autres espèces en compétition telle que la Paruline à calotte noire (Cardellina pusilla) (DeLuca et al. 2013). 

## Voix
Bref "tchip" liquide et aigu.